# Адем Ходжа
Адем Ходжа (на сръбски: Адем Хоџа; на албански: Adem Hoxha) е косовски политик, който е народен представител в Събранието на Косово. Той е основател и председател на Единствена горанска партия.

## Биография
Адем Ходжа е роден на 16 юни 1968 г. в село Рестелица, област Гора, Социалистическа автономна област Косово, СФРЮ. В семейство на горани.
През 2014 г. основава Единствена горанска партия, която се обявява за правата на националното малцинство на гораните в Косово. Временно е бил председател на общинския съвет в община Гора, която съществува в състава на Сърбия.
Неколкократно е обвиняван в много противоречиви действия, както и в опит за изнасилване, за което му е наложено 30–дневно задържане под стража. Решенията му предизвикват чести възмущения сред гораните, които искат Косово да е в състава на Сърбия, чийто представител е той. На няколко пъти интелектуалци и граждани на Гора искат от правителството на Сърбия да бъде сменен Ходжа, но това е направено едва през 2018 г. Ходжа гласува за демаркацията между Косово и Черна гора в парламента на Косово, което също предизвиква възмущение в общностите на гораните и косовските сърби.